# 高卒
高卒（こうそつ）とは、高等学校を「卒業する」または「卒業した」状態を原義とする語であり、広義には、後期中等教育の課程を完全に修了したことを意味する用語である。

## 概要
「高卒」の語は、学校教育法（昭和22年法律第26号）の第1条などで定められた、高等学校を「卒業すること」または「卒業したこと」の通称として用いられてきた。ほかにも、中等教育学校を卒業することなども含めて呼称されることもある。
学歴としての「高卒」、「大学」をはじめとする高等教育の課程に進学するための「高卒資格」（この語句については後述の節も参照）、学歴とからめて使用される「高卒学歴」のような派生語もある。
日本において、「高等学校」または「中等教育学校」を卒業するための要件とされるものは、次の通りである。
1. 「高等学校」または「中等教育学校の後期課程」に、全日制の課程の場合は「3年」、定時制の課程および通信制の課程の場合は「各学校が定める3年以上の期間」在学していること。
2. 「高等学校学習指導要領」で定められた必履修科目を履修し、かつ、各学校が定める教科・科目の「履修」または「単位の修得」をしていること。
3. 各学校が定める74単位以上の必要な単位数を修得していること。

## 後期中等教育の課程の修了要件
後期中等教育の課程を修了するには学校教育法に基づき、以下のいずれかの学校を卒業、または課程を修了することによってできる（括弧内の各条にて修業年限が規定されている）。
- 高等学校（第56条）
- 中等教育学校の後期課程（第66条）
- 特別支援学校（盲学校・聾学校・養護学校）の高等部 （第82条にて第56条の高等学校の規定を準用）

またこれらのほか、高等教育機関である高等専門学校の第3学年修了者に対しても、「通常の課程による12年の学校教育を修了した者（通常の課程以外の課程によりこれに相当する学校教育を修了した者を含む）」（第90条第1項）となり、後期中等教育の課程を修了した者と同様に扱われる。
一方で、技能連携校、サポート校、専修学校の高等課程（高等専修学校）などの教育施設を卒業しても、後期中等教育の課程を完全に修了したことにはならない。提携している高等学校や中等教育学校などがある場合は、提携学校が卒業を認定し、提携学校の校長が卒業証書を授与する。

## 高等学校卒業程度認定試験
高等学校卒業程度認定試験（略称: 高認、旧: 大学入学資格検定, 大検）は、後期中等教育を修了するための試験ではない。
高等学校卒業程度認定試験は、後期中等教育の課程を完全に修了していない人が、高等学校を卒業した者、もしくは、中等教育学校を卒業した者、もしくは、通常の課程（昼間の全日制の課程）による12年の学校教育を修了した者（通常の課程以外の課程によりこれに相当する学校教育を修了した者を含む。）と、同等以上の学力があると認められる者であるかを判定することを主な目的としている試験である。
「高等学校卒業程度認定試験合格」と「高卒の概念」は、厳密には意味が異なる。大学をはじめとする高等教育の課程に入学するために、場合に応じて、高等学校卒業程度認定試験の合格が必要となることも多い。

## 雇用需要・学科別就職内定率

### 高まる企業での需要・売り手市場
日本では、全国的に景気回復感から2016年時点で5-6年連続で徐々に企業の採用意欲が高まり、バブル景気末となる1991年以来の高卒希望状況の高さを見せている。（前2015年度比0.2％増加)。そのため、2017年では各校のみならず県も協力して就職率向上に努めた富山県の1999年以来初めてという100％の就職率を達成している。2017年には長野県でも前年度比0.6％増の98.9％と2004年以降の調査で最高水準に達している。沖縄県では2017年に前年度比0.4％上昇など7年連続で徐々に就職率が回復し94％が就職、県内の雇用も好景気で増加し卒業者の県内志向が高まっているという。福島県が2018年に発表したところでは3月卒業予定の生徒就職内定率が前年度比1％増の96.4％だとしており、企業側の採用意欲が高く早いうちから採用活動が行われていた結果とみている。
なおその動向に関しては、売り手市場で就職率は2017年度は98．0%、2017年3月卒の求人倍率は2.23倍と大卒の1.74倍を上回る売り手市場である。また景気回復に伴う人手不足や「一定レベル以下の大学生や中退者を採用するよりも高卒者を採用後に育成したほうがいい」との声も起きている状態であり、貸与型奨学金で大学に進学・卒業の際に就職活動するよりも売り手市場であるうちに高卒就職を目指す傾向も出ている。『奨学金が日本を滅ぼす』などの著書のある中京大学の大内裕和教授は3年以内の離職率が大卒3割に対して高卒が4割と1割ほど高いと指摘している。就職後に採用者を育てる企業に就職するなら無理に奨学金を得て高い学歴を求める必要も無いが、ブラック企業とも呼ばれるような雇用者の待遇に問題を抱えている企業も高卒採用にシフトするところも少なくないため、高卒新卒者向け就職求人サイト「ハリケンナビ」を運営するハリアー研究所の表取締役である新留英二は「会社が社員を育てる風土を持っているかが一番重要だ」としたうえで、2016年3月から企業には求人票に直近3事業年度の離職者数や平均勤続年数などの情報の記載も義務付けとなっていることを紹介している。彼は、安易に高卒採用に走る企業もあるものの、『定着』を意識する企業が高卒採用に成功していると述べている。その一例としては駐車場を運営する日本駐車場開発では高卒新卒者獲得に向け、内定後に大学進学希望の採用者のうち3年間一定水準の評価を受けた者に入学金と3年間の授業料を給付するとしており、経済的事情で教育機会を奪われた者に進学の機会を提供して幅広い人材を獲得したい考えが紹介されている。なお安易な就職には問題が多いのだが、労働政策研究・研修機構の東京都在住の20代を対象にした調査によれば大学や専門学校に進学し中退した者は一貫して非正規雇用で働く者が約5割と他の者に比べその率が高いという、安易な進学による中退が不安定な就職につながる可能性も示されている。東京都立第四商業高等学校校長の高石公一は「一度就職して学費をため、進学する生徒はいる。働いてみて、初めて自分の求めることがわかることもある」と提案している。
2018年度春に卒業する高卒就職率は1991年以来の27年ぶり高水準だった。文部科学省は「景気回復に伴い、企業の採用意欲が向上している」とした。高卒就職率の内訳は男女とも前年度と横ばいだったが、男子98．5％と女子97．4％だった。都道府県別の高卒就職率では、富山県は99．9％と日本国内最高で、99．8％の福井県、99．7％の石川県と北陸地方が上位を占めた。
好景気による雇用増大の一方で、少子高齢化にも絡む人口減少による労働者不足が企業経営を直撃して倒産に陥るケースも目立つ。人手不足倒産は横ばい傾向が根強く、こと2018年での人手不足倒産は前年度比で倍増した。総務省の人口推計における「生産年齢」（15-64歳）人口は1995年をピークに20年間で1割を超える1千万人の減少だという。
以後も幅広い業界で若手人材の獲得競争が過熱し続けており、2023年7月末の「高校新卒者の求人倍率」は3.52倍というバブル期を超えて過去最高となった。若手確保のため、大卒採用のみだった企業さえも高卒採用開始例が増加している。

### 就職難易度による逆学歴詐称問題
通常、資格試験などでは、受験資格は高卒以上であるとか、大卒以上であるという要件が多いが、一部の採用試験（主として地方公務員の現業・労務職（清掃員、動物園や水族館の飼育員、市電や公営バスの運転手など）に多い。）などでは、受験資格として「高卒以下」という場合が存在する。この場合、高専（前期課程修了生を除く）・大学等を卒業してしまうと受験資格を失う。
こういった指定は、高卒者などの雇用機会創出という意味合いもあるため、大卒者がこのような職についた場合には学歴詐称などの犯罪行為として問題になる。過去には学校主事や市電運転手の募集に指定された高卒指定枠に大学卒あるいは大学院修了の者が本来の学歴を隠して採用され、後年の調査で発覚したというケースも2000年代に報じられている。発覚すると長期にわたる停職や最悪の場合、免職などの懲戒処分を受けることになる。熊本県熊本市では同市の調査において同市交通局所属の市電運転手8名を含む18名の職員が逆学歴詐称を行っていた事が発覚した。

### 学科別内定率・就職難易度
文部科学省によると、「2024年3月高等学校卒業予定者」の2023年10月末時点の就職希望者の内定率(就職内定率)を学科別でみると「工業科卒」が88.4％であり、最も就活に強い学科となっている。2位以下は「看護学科卒(5年課程5年次の内定率)」88.1％、「商業科卒」82.8％、「水産科卒」80.7％、「農業科卒」79.2％、「福祉科卒」78.6％、「情報科卒」78.3％、「家庭科卒」78.1％となっている。

#### 平均と就職苦戦学科
「2024年3月高等学校卒業予定者」の平均就職内定率は前年同期比1.1ポイント増の77.2％であった。「総合学科卒」75.0％、最も高卒で就職難易度が高くなった「普通科卒」64.1％、この2科のみ全学科平均を下回った。